# Лейпцигский диспут

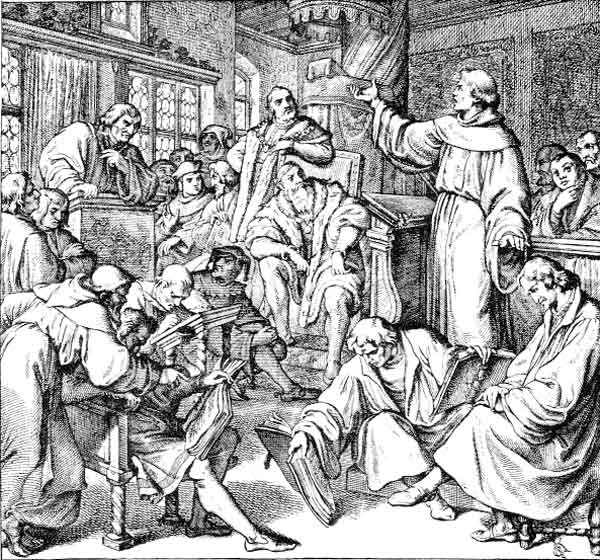
Лейпцигский диспут между Лютером и Экком

Лейпцигский диспут  — одно из ключевых событий Реформации.
Несмотря на данное папе после переговоров с Мильтицем обещание не вести полемику, Мартину Лютеру пришлось прервать своё молчание, когда Иоганн Экк вызвал Лютерова друга Карлштадта на диспут в Лейпциге (1519). Иоганн Экк составил тезисы для диспута так, что они очевидно были направлены против Лютера, который поэтому и не счел возможным уклониться от диспута. Прения происходили в герцогском дворце в присутствии герцога Георга Саксонского и множества народа. Сначала (с 28 июня) диспут велся между Экком и Карлштадтом о свободе воли, и только 4 июля выступил сам Лютер, начавший свою речь выражением покорности папе. Два дня спорили противники об оправдании и добрых делах, но не могли прийти к какому-либо соглашению. Тогда Экк повернул спор на вопрос о происхождении папского приматства. Лютер доказывал, что главою церкви должно и можно считать только самого Иисуса Христа и что папская власть получила освящение по решениям соборов только в XII веке. Экк опровергал это утверждение и заявил, что Лютер уподобляется осужденному Собором еретику Яну Гусу; тогда Лютер сослался на греческую церковь, не признающую папства, и выразил несколько мнений, послуживших причиной сожжения Гуса, — мнений, отрицавших божественное происхождение папской власти. Такое высказывание о Гусе было сложным шагом для Лютера, так как гуситы оставили о себе в Саксонии дурную память. Герцог Георг при упоминании этого имени покачал головой и произнес проклятие. На этих мнениях Лютер настаивал и тогда, когда Экк в пользу первенства папы привел решение Констанцского Собора; признать за соборным решением авторитетность Лютер не согласился. «Почтенный отец, сказал тогда Экк, если по вашему мнению законно собранный собор может погрешать, вы для меня язычник и мытарь». Лютер разорвал, таким образом, всякую связь с папской церковью.